# Tuế nguyệt phong vân
Tuế nguyệt phong vân (2007) là một bộ phim được đồng sản xuất bởi hai đài truyền hình TVB (Hồng Kông) và CCTV (Trung Hoa Đại lục). Phim kỷ niệm 10 năm ngày Hồng Kông được Anh trao trả cho Trung Quốc vào năm 1997.
Chủ đề phim xoay quanh nền công nghiệp ô tô của Trung Quốc. Phim nói về những thăng trầm của Hồng Kông trước và sau sự trao trả, từ năm 1994 đến năm 2007. Phim được thực hiện ở Hồng Kông, Bắc Kinh, Ninh Ba và Vancouver (Canada) từ đầu tháng 10 năm 2006 đến tháng 5 năm 2007.

## Nội dung
Hoa Văn Hàn (Lưu Tùng Nhân), Hoa Văn Hồng (Liêu Kinh Sinh), Hoa Văn Thạc (Miêu Kiều Vĩ) đều được sinh ra ở Đại lục. Vào những năm 60, do bất ổn chính trị, Hoa Văn Hàn và Hoa Văn Thạc sang Hồng Kông, còn Hoa Văn Hồng bám trụ ở Đại lục.
Năm 1997, cuộc Khủng hoảng tài chính Đông Á khiến cho Quốc Uy, công ty thép của Hoa Văn Hàn phá sản. Con trai của ông, Hoa Chấn Bang (Lâm Phong) và Hoa Chấn Dân (Phùng Thiệu Phong), con trai của Hoa Văn Hồng đã dẹp các mâu thuẫn để cùng hợp tác. Cùng với nhau, họ quyết tâm thực hiện ước mơ ô tô của tổ tiên.
Năm 2007, những chiếc xe đầu tiên của Trung Quốc được xuất khẩu sang Mỹ. Người nhà họ Hoa tiếp tục những đóng góp to lớn vào nền công nghiệp ô tô Trung Quốc vì họ tin rằng, chỉ có ô tô mới đem đến một tương lai tốt đẹp hơn.

## Diễn viên

### Diễn viên chính
| Diễn viên         | Nhân vật        |
| Lưu Tùng Nhân     | Hoa Văn Hàn     |
| Huỳnh Thục Nghi   | Hứa Trạm Ân     |
| Tuyên Huyên       | Hoa Thanh Du    |
| Lâm Phong         | Hoa Chấn Bang   |
| Liêu Kinh Sinh    | Hoa Văn Hồng    |
| Phùng Thiệu Phong | Hoa Chấn Dân    |
| Trần Mỹ Kì        | Vệ Trường Bình  |
| Miêu Kiều Vĩ      | Hoa Văn Thạc    |
| Đặng Tụy Văn      | Uông Thiệu Phấn |
| Lương Tịnh Kì     | Hoa Thanh Lâm   |
| Hồ Hạnh Nhi       | Phương Bỉnh Di  |
| Xa Thi Mạn        | Vinh Tú Phong   |
| Ngũ Vệ Quốc       | Ngụy Thiên Hành |
| Ngô Trác Hy       | Ngụy Giới Cường |
| Mã Đức Chung      | Ngụy Vĩnh Tiêu  |

### Diễn viên khác
| Diễn viên      | Nhân vật                                 |
| Trần Quốc Bang | Uông Thiệu Lương                         |
| Hứa Thiệu Hùng | Bố của Ngụy Vĩnh Tiêu và Ngụy Giới Cường |
| Hàn Mã Lợi     | Lô Hạo Nguyệt - Mẹ của Ngụy Vĩnh Tiêu    |
| Thái Tử Kiện   | Ngô Chí Minh                             |

## Đánh giá của khán giả
|    | Tuần                            | Tập     | Điểm trung bình | Điểm cao nhất | References |
| -- | ------------------------------- | ------- | --------------- | ------------- | ---------- |
| 1  | 16 - 20 tháng 7 năm 2007        | 1 — 5   | 31              | 33            | [ 1 ]      |
| 2  | 23 - 27 tháng 7 năm 2007        | 6 — 10  | 29              | 32            | [ 2 ]      |
| 3  | 30 tháng 7 - 3 tháng 8 năm 2007 | 11 — 15 | 30              | 33            | [ 3 ]      |
| 4  | 6 - 10 tháng 8 năm 2007         | 16 — 20 | 30              | 33            | [ 4 ]      |
| 5  | 13 - 17 tháng 8 năm 2007        | 21 — 25 | 30              | 33            | [ 5 ]      |
| 6  | 20 - 24 tháng 8 năm 2007        | 26 — 30 | 31              | 34            | [ 6 ]      |
| 7  | 27 - 31 tháng 8 năm 2007        | 31 — 35 | 31              | 33            | [ 7 ]      |
| 8  | 3 - 7 tháng 9 năm 2007          | 36 — 40 | 33              | 36            | [ 8 ]      |
| 9  | 10 - 14 tháng 9 năm 2007        | 41 — 45 | 29              | 30            | [ 9 ]      |
| 10 | 17 - 21 tháng 9 năm 2007        | 46 — 50 | 29              | 30            | [ 10 ]     |
| 11 | 24 - 28 tháng 9 năm 2007        | 51 — 55 | 33              | 36            | [ 11 ]     |
| 12 | 1 - 5 tháng 10 năm 2007         | 56 — 60 | 33              | 39            | [ 12 ]     |

## Giải thưởng được đề cử
Giải của TVB lần thứ 40 (2007)
- "Phim hay nhất"
- "Nam diễn viên chính xuất sắc nhất" Lưu Tùng Nhân (Hoa Văn Hàn)
- "Nam diễn viên chính xuất sắc nhất" Miêu Kiều Vĩ (Hoa Văn Thạc)
- "Nam diễn viên chính xuất sắc nhất" Lâm Phong (Hoa Chấn Bang)
- "Nam diễn viên phụ xuất sắc nhất" Ngũ Vệ Quốc (Ngụy Thiên Hành)
- "Nữ diễn viên phụ xuất sắc nhất" Huỳnh Thục Nghi (Hứa Trạm Ân)
- "Nữ diễn viên phụ xuất sắc nhất" Lương Tịnh Kì (Hoa Thanh Lâm)
- "Nhân vật được yêu thích nhất" Hoa Văn Hàn (Lưu Tùng Nhân)
- "Nhân vật được yêu thích nhất" Hoa Văn Thạc (Miêu Kiều Vĩ)
- "Nhân vật được yêu thích nhất" Ngụy Thiên Hành (Ngũ Vệ Quốc)
- "Nhân vật được yêu thích nhất" Ngụy Vĩnh Tiêu (Mã Đức Chung)